# هاروود (نيوزيلندا)
هاروود ضاحية من ضواحي مدينة كرايستشيرش في نيوزيلندا. تقع إلى الشمال الغربي من وسط المدينة. بلغ عدد سكانها حوالي 3,234 نسمة في تعداد عام 2006.

## النقل
يمر طريق الدولة السريع 1 عبر الضاحية، ويفصلها إلى جزئين شرقي وغربي. تستخدم الأراضي في الجزء الشرقي للسكن، في حين تستخدم الأراضي الغربية في النواحي التجارية.

## الاقتصاد
يقوم على أرض الضاحية مطار كرايستشيرش الدولي شمال طريق الدولة السريع 1. لذلك توجد العديد من شركات الشحن، بالإضافة لوجود الشاحنات الصغيرة وخدمات أخرى تتعلق بالمطار من فنادق ... إلخ. يقع في الضاحية أيضًا مركز القطب الجنوبي الدولي، وهو معلم سياحي رئيسي ومركز للزوار.